# Olszewo-Bołąki
Olszewo-Bołąki (prononciation : [ɔlˈʂɛvɔ bɔˈwɔŋki]) est un village polonais de la gmina de Stupsk dans le powiat de Mława de la voïvodie de Mazovie dans le centre-est de la Pologne.
Il se situe à environ 4 kilomètres à l'est de Stupsk (siège de la gmina), 13 kilomètres au sud-est de Mława (siège du powiat) et à 97 kilomètres au nord de Varsovie (capitale de la Pologne).
Le village compte une population de 42 habitants en 2010.

## Histoire
De 1975 à 1998, le village appartenait administrativement à la voïvodie de Ciechanów.